# George Hyde Fallon

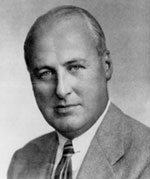
George Hyde Fallon

George Hyde Fallon (* 24. Juli 1902 in Baltimore, Maryland; † 21. März 1980 ebenda) war ein US-amerikanischer Politiker. Zwischen 1945 und 1971 vertrat er den Bundesstaat Maryland im US-Repräsentantenhaus.

## Werdegang
George Fallon besuchte die öffentlichen Schulen seiner Heimat und das Calvert Business College. Danach studierte er an der Johns Hopkins University. Anschließend arbeitete er in der Werbeindustrie im Bereich der Plakatwerbung. Gleichzeitig schlug er als Mitglied der Demokratischen Partei eine politische Laufbahn ein. Im Jahr 1938 war er deren Vorsitzender in Baltimore. Von 1939 bis 1944 gehörte er dort dem Stadtrat an.
Bei den Kongresswahlen des Jahres 1944 wurde Fallon im vierten Wahlbezirk von Maryland in das US-Repräsentantenhaus in Washington, D.C. gewählt, wo er am 3. Januar 1945 die Nachfolge von Daniel Ellison antrat. Nach zwölf Wiederwahlen konnte er bis zum 3. Januar 1971 insgesamt 13 Legislaturperioden im Kongress absolvieren. In seine Zeit im Parlament fielen das Ende des Zweiten Weltkrieges, der Beginn des Kalten Krieges, der Koreakrieg, der Vietnamkrieg und innenpolitisch die Bürgerrechtsbewegung. Von 1965 bis 1971 war Fallon Vorsitzender des Committee on Public Works. Im Jahr 1970 wurde er von seiner Partei nicht mehr zur Wiederwahl nominiert.
Nach dem Ende seiner Zeit im US-Repräsentantenhaus trat George Fallon politisch nicht mehr in Erscheinung. Er starb am 21. März 1980 in Baltimore, wo er auch beigesetzt wurde.